# José Mujica
José Alberto „Pepe” Mujica Cordano (Montevideo, 1935. május 20. – Montevideo, 2025. május 13.) uruguayi politikus, aki miniszter, majd 2010 és 2015 között Uruguay elnöke volt. Életfilozófiáját nagyban befolyásolták a börtönben töltött évek. Egyszerű életmódja miatt a világ legszegényebb elnökeként ismerték. Fizetésének mintegy 90 százalékát szegényeket és kisvállalkozókat segítő jótékonysági szervezeteknek adományozta.
Egykor a Tupamaros nevű gerillaszervezet, majd a Széles Front (Frente Amplio) nevű uruguayi balközép párt tagja.
2005 és 2008 között agrárminiszterként tevékenykedett, utána pedig szenátorként folytatta politikai pályafutását. A Széles Front jelöltjeként 2009-ben megnyerte az uruguayi elnökválasztást, 2010. március 1-én iktatták be, pozícióját 2015. március 1-jéig töltötte be.

## Élete
Családja baszk eredetű.
A feleségével a baloldali Tupamaros gerillacsoport egyik vezetője lett, amely az 1960-as és 1970-es években tevékenykedett. Szerinte e fegyveres csoport megalapításának eredeti célja legalább annyira a szélsőjobboldali csoportok agressziói elleni védekezés volt, mint a cañerók, a Bella Unión mezőgazdasági munkásainak társadalmi mozgalmainak és küzdelmeinek támogatása. Később letartóztatták, majd több mint száz politikai fogollyal együtt megszökött a Punta Carretas börtönből. 1971. szeptemberében, a választási kampány kellős közepén ismét letartóztatták.
A katonai diktatúra (1973-1985) alatt a junta ismét foglyul ejtette és szörnyű körülmények között tartották fogva. Más tupamaró vezetőkkel együtt folyamatosan kínozták  és a katonaság kivégzéssel fenyegette, ha a szabadon maradt tupamarók úgy döntenek, hogy fellépnek a diktatúra ellen. A túszokat a diktatúra ideje alatt laktanyáról laktanyára szállították.
Az uruguayi katonai diktatúra (1973–1985) idején több mint 14 évet töltött börtönben politikai elítéltként. 
Mujica börtönéveiből tízet magánzárkában töltött. Embertelen körülmények között tartották fogva, akkoriban hallucinációi voltak (hangokat hallott) és paranoiás téveszméi voltak.
Miután 1985-ben a demokrácia visszatérésekor amnesztiát kapott, felhagyott a fegyveres küzdelemmel, hogy részt vegyen a választási kampányokban, és társalapítója lett a Népi Részvételi Mozgalomnak (MPP), amelyet ő vezetett, miközben továbbra is a Tupamaros (MLN-T) tagja maradt.
1994-ben parlamenti képviselővé választották, majd 1999-ben szenátorrá.
2005-ben kinevezték mezőgazdasági miniszternek Tabaré Vázquez elnök baloldali kormányában (Frente Amplio - Széles Front).
A Frente Amplio (Széles Front) jelöltjeként megnyerte a 2009-es elnökválasztást, és 2010. március 1-jén elnöki hivatalba lépett.

## Politikai nézetei
Az évek során Mujica gondolkodása sokat változott, ortodox marxistából jóval pragmatikusabb politikussá vált. A 21. században egyre rugalmasabb baloldal kialakítását szorgalmazta. Szónoki képességei és hiteles fellépése révén az 1990-es évektől egyre népszerűbbé vált, különösen a vidékiek és a szegényebbek között. Nevezték már „antipolitikusnak” is, elsősorban azért, mert „az emberek nyelvét beszéli,” ugyanakkor többször visszatetsző hatást váltott ki politikai körökben számos nyilatkozata, nyers stílusa.
Közel állt Hugo Chávez venezuelai elnökhöz, akit „a legnagylelkűbb vezetőnek tartott, akit valaha ismert”. 2011-ben felszólalt a nyugati országok által Líbia ellen indított katonai műveletek ellen.
Miután leköszönt az elnöki posztról, kritizálta Daniel Ortega nicaraguai és Nicolás Maduro venezuelai rezsimjét a tekintélyelvűség miatt, miközben ellenezte a külföldi beavatkozást a venezuelai válságba. Vlagyimir Putyint is bírálta és azt mondta, hogy az ukrajnai orosz invázió elkerülhető lett volna.

## Elnöksége

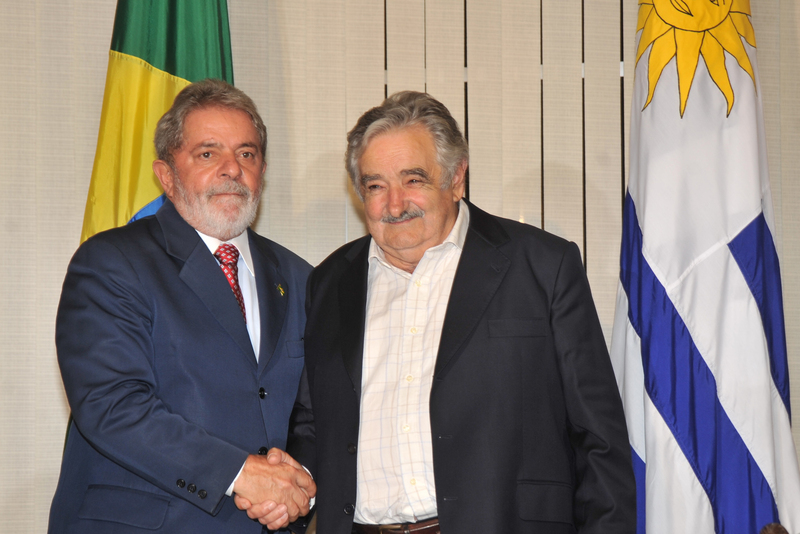
Brazilia és Uruguay elnökei 2010-ben: Lula da Silva és José Mujica

A honfitársai által csak „Pepének” becézett Mujicát 2010-ben iktatták be elnöki hivatalába. Elnöki széke elfoglalása után sem költözött be az elnöki palotába, és kitartott a puritán életmód mellett. Kampányuk során komoly figyelmet fordítottak a rendkívül népszerű Vázquez-kormány munkájának folytatására, tovább erősítve az általuk képviselt politikai irányt. Szlogenjük az "Un gobierno honrado, un país de primera", vagyis az „Egy tisztességes kormány, egy elsőrangú ország” volt, amellyel utalni kívántak a legfőbb ellenzéki jelölt, a konzervatív Luis Alberto Lacalle korrupciós botrányaira. A kampány ideje alatt Mujica elhatárolódott a venezuelai Hugo Chávez vagy a bolíviai Evo Morales kormányzati stílusától, ő maga pedig a régió balközép pártjait, mint pl. a brazil Luis Inácio Lula da Silva vagy a chilei Michelle Bacheletet nevezte meg követendő példaként. A választás utáni első beszédében elismerte politikai vetélytársainak munkáját, és egységre szólította fel népét: azt mondta, a választásnak „sem győztesei, sem vesztesei” nem voltak ("ni vencidos, ni vencedores").
Elnöki ciklusa alatt mindvégig vidéki házában élt, a szintén ex-Tupamaro feleségével, Lucía Topolanskyval. Elnöki fizetésének – 2013-ban mintegy 2,6 millió forintnak megfelelő összeg – a 90 százalékát civil szervezeteknek adományozta. Az újságírók a „világ legszerényebb elnöke” címet ragasztották rá, mivel egy ütött-kopott, 26 éves Volkswagen Bogárral járt dolgozni.
2011-ben kormánya elrendelte a diktatúra idején elkövetett emberi jogi visszaélések kivizsgálását. 2012-ben a G20 csúcstalálkozón mondott beszédében hevesen bírálta az emberi léptékkel köszönő viszonyban sem lévő gazdasági fejlődés hajszolását. A kapitalista piacgazdaság kizsákmányoló mivoltára hívta fel a figyelmet, az ebben rejlő programozott igazságtalanságra, egyenlőtlenségre. A fogyasztás bolygónkra gyakorolt visszafordíthatatlan hatásaira. Eközben természetesen hangsúlyozta, hogy nem veti meg az egészséges fejlődést és a progressziót. Az általa meghatározott irány a boldogság keresése. A beszéde bejárta a közösségi médiát és hatalmas sikert aratott. 
Még ebben az évben – a latin-amerikai országok közül elsőként – Uruguayban legalizálták az abortuszt, majd 2013 decemberében – elsőként a világon – elfogadtatta azt a törvényt, amely legalizálja és állami kézbe helyezi a marihuána kereskedelmét, hogy csökkentse a kábítószerekkel kapcsolatos bűncselekményeket, javítsa az ország egészségügyi állapotát, és megakadályozza a drogkartellek további előretörését. Az állam így elkezdhette ellenőrizni a marihuána fogyasztóit, és gyógykezelést ajánl a leginkább függő személyeknek, ahogy azt az alkohol túlzott fogyasztása esetében is szokás.
Az uruguayi alkotmány értelmében az elnök legfeljebb egy teljes cikluson keresztül maradhat hivatalban, így Mujicát 2015 márciusában párttársa, Tabaré Vázquez váltotta, miután 2014 novemberében megnyerte az elnökválasztást Luis Alberto Lacalle Pou konzervatív jelölttel szemben.

## Nemzetközi szerepvállalásai
2013 végén a neves szerb filmrendező, Emir Kusturica kezdett róla dokumentumfilmet forgatni, aki „a politika utolsó hősének” tartja.
2014-ben, a mexikói Guadalajarában egy könyvfesztiválon Mujicát meginterjúvolta Richardo Rocha egy fiatalokból álló közönség előtt. Az uruguayi elnök számos témát megemlített, mint például a drogkereskedelmet, a drogok legalizációját, a szegénységet és a társadalmi igazságtalanságokat. Azt nyilatkozta: „Mi a legtisztességtelenebb földrészen élünk: valószínűleg a leggazdagabbon, amelyik a lehető legrosszabbul osztja el a vagyont.”
Aktív politikusként a nemzetközi színtéren elősegítette az Európai Unió és a Mercosur, a dél-amerikai kereskedelmi szövetség megerősítését.

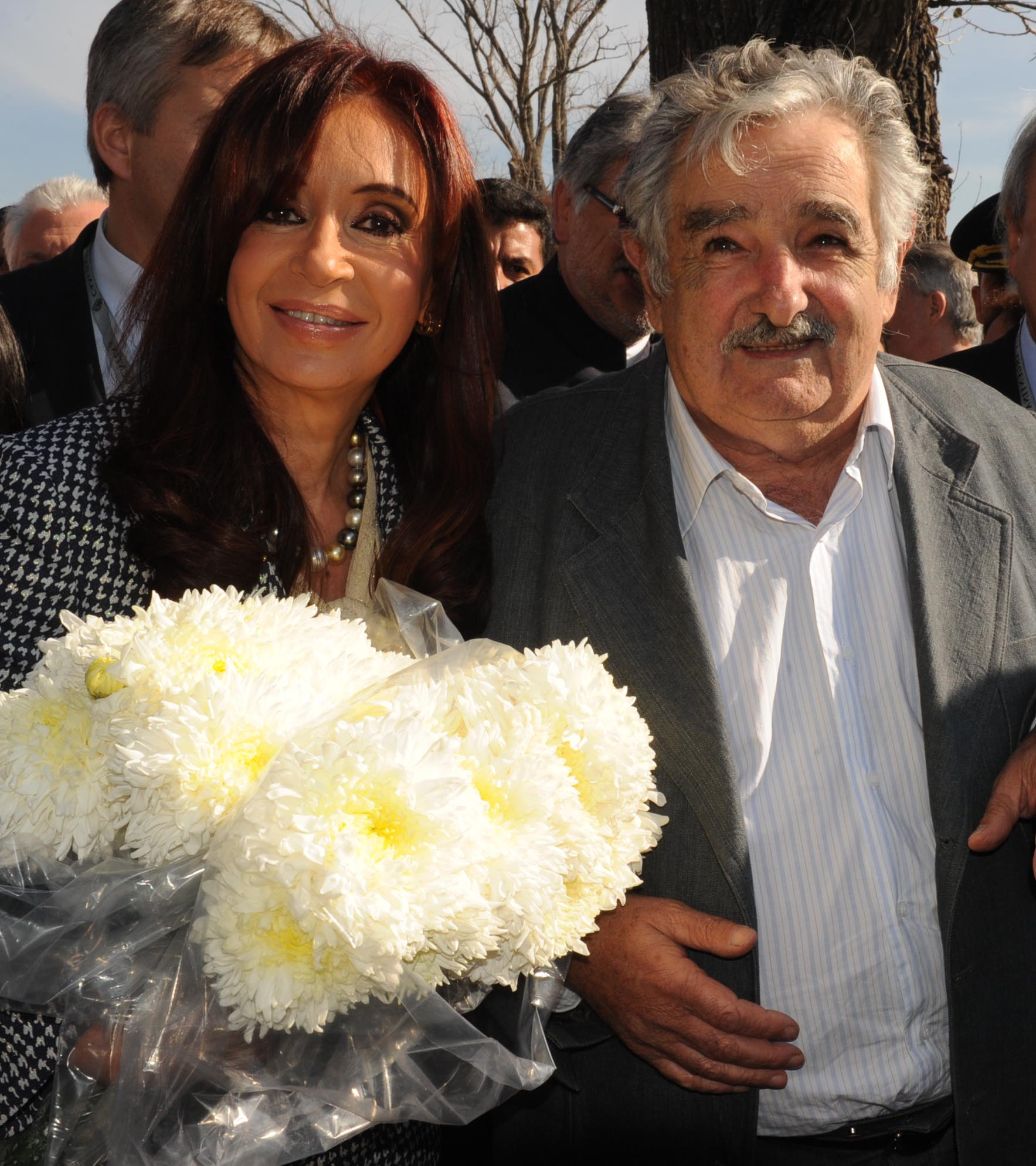
Mujica az általa kritizált Cristina Kirchnerrel 2010-ben

Mujica sajátos személyisége miatt az uruguayi külpolitika több alkalommal nehézségekbe ütközött. Egy alkalommal egy amerikai riporter kérdésére reagálva azt nyilatkozta, hogy „megengedhetem magamnak azt a luxust, hogy arról beszéljek, amiről csak akarok”.

### Külpolitikai konfliktusai
A 2009-es elnökválasztási kampány során több alkalommal argentin politikusokra és brazil turistákra tett sértő megjegyzéseket.
2012-ben a kolumbiai Cartagenában megrendezett összamerikai csúcstalálkozón élesen követelte az USA kivonulását Afganisztánból és hozzátette, hogy a Washington iránti feltétlen szolgálat ideje végképp lejárt.
2013-ban azzal okozott diplomáciai konfliktust, hogy – bár nem tudva, hogy a mikrofonja be van kapcsolva – a 2010-ben elhunyt argentin elnökre, Néstor Kirchnerre és feleségére, a szintén elnök Cristina Kirchnerre tett sértő megjegyzést: „Ez a vén banya rosszabb, mint az ura volt. Az inkább számított politikusnak, ez viszont csak makacskodik.” Ennek ellenére jó kapcsolatot tartott fenn az argentin vezetővel.

## Magánélete

### Egyszerű életmódja
Mujica egyszerű életmódjával világszerte felhívta magára a figyelmet. Elnöksége alatt nem volt hajlandó az elnöki palotában lakni vagy annak a személyzetét igénybe venni, és egy több mint 20 éves, 1987-es Volkswagen Beetle-t, valamint a 60 éves kerékpárját használta közlekedési eszközként.
2014 novemberében az uruguayi Búsqueda újság arról számolt be, hogy valaki 1 millió dollárt ajánlott neki az "elnöki" autóért; és Mujica azt mondta, hogy ha megkapja a pénzt az autóért, azt egy általa támogatott programon keresztül a hajléktalanok elszállásolására fordítják.
2024 augusztusában hosszú interjút adott a New York Timesnak, amelyben ismertette a szabadság és a boldog élet filozófiáját, elítélte a fogyasztói társadalmat, amely az emberiséget a fogyasztás kielégíthetetlen éhségébe vezeti.

### Vallása
A vallási meggyőződése sokáig a sajtó találgatásainak tárgya volt. Egy 2012 novemberi BBC-interjúban kijelentette: Nincs vallása, de szinte panteista; mert csodálja a természetet. Ferenc pápa 2013-as beiktatásáról is hiányzott, utólag azzal indokolva, hogy "nem hívő". A sajtó általánosságban Mujicát Amerika egyik nyíltan ateista elnökének tartotta, a kubai Raúl Castro mellett. Egy 2017-es interjúban így beszélt a meggyőződéséről: „Az Istennel kapcsolatos kétségeim filozófiai jellegűek, talán hiszek Istenben. Talán, nem tudom... Vagy talán, ahogy közeledem a halálhoz, szükségem lesz rá.” 

## Dokumentumfilmek és filmek
- Tupamarók (Rainer Hoffmann és Heidi Specogna , 1997). A filmben José Mujica és volt bajtársai mesélik el mozgalmuk történetét.
- Pepe Mujica – Az elnök (Heidi Specogna, 2015).[42] A film részleteket mutat be az elnök mindennapi életéből.
- 2018-ban Álvaro Brechner elkészítette a La noche de 12 años című filmet, amelyet a velencei, a San Sebastian/Donostia és a Huelva filmfesztiválokon mutattak be. Ebben a filmben José Mujicát Antonio de la Torre Martín színész alakítja.[43]
- El Pepe: Élet a legfelsőbb szinten (El Pepe, Una Vida Suprema). Emir Kusturica alkotása. 2018.[44]